# Kucyk (film)
Kucyk (org. My Pretty Pony)  – polski film krótkometrażowy w reżyserii Macieja Barszczewskiego. Film jest adaptacją opowiadania Stephena Kinga pt. Mój śliczny kucyk.

## Obsada[2]
- Marian Dziędziel - dziadek
- Mateusz Broda - wnuk
- Artur Blanik
- Wiktoria Szczepańska
- Eryk Szczepański
- Artur Reszczyński
- Alfred Wenzel
- Adrian Zieliński
- Andrzej Bielicki
- Ryszard Ohl
- Paula Philipp
- Dobrochna Walkiewicz

## Nagrody i wyróżnienia[2]
- 2017: Los Angeles (Los Angeles Independent Film Festival) - Nagroda dla najlepszego krótkometrażowego filmu zagranicznego (nagroda przyznana w kwietniowej edycji festiwalu)
- 2017: Los Angeles (Los Angeles Independent Film Festival) - Nagroda dla najlepszego aktora do lat 18-tu (nagroda przyznana w kwietniowej edycji festiwalu) - Mateusz Broda
- 2017: Hollywood (Hollywood International Moving Pictures Film Festival) - Nagroda w kategorii: Krótkometrażowy film zagraniczny (nagroda przyznana w majowej edycji festiwalu)
- 2017: Los Angeles (Los Angeles Movie Awards) - Nagroda w kategorii: Najlepszy film międzynarodowy
- 2017: Londyn (London Independent Film Awards) - Nagroda za najlepszy zagraniczny film krótkometrażowy (przyznana w majowej edycji nagród)
- 2017: Londyn (London Independent Film Awards) - Nagroda dla najlepszego reżysera filmu krótkometrażowego (przyznana w majowej edycji nagród) - Maciej Barczewski
- 2017: Top Shorts (Online Film Festival) - Wyróżnienie Honorowe w kategorii: Dramat; )przyznane w czerwcowej edycji festiwalu
- 2017: Top Shorts (Online Film Festival) - Nagroda dla najlepszego młodego aktora (przyznana w czerwcowej edycji festiwalu) - Mateusz Broda
- 2017: Los Angeles (Los Angeles Film Awards) - Nagroda dla najlepszego niezależnego filmu krótkometrażowego (przyznana w czerwcowej edycji festiwalu
- 2017: Los Angeles (Los Angeles Film Awards) - Nagroda dla najlepszego młodego aktora (przyznana w czerwcowej edycji festiwalu) - Mateusz Broda
- 2017: Los Angeles (Los Angeles Film Awards) - Wyróżnienie Honorowe w kategorii: Muzyka; przyznane w czerwcowej edycji festiwalu - Yuri Sazonoff
- 2017: Cypr (Cyprus International Film Festival) - Nagroda za najlepsze zdjęcia do debiutu - Krzysztof Kujawski i Małgorzata Popinigis
- 2017: Las Vegas (Action On Film International Film Festival - Polish Short Film Festival) - Award of Excellence
- 2017: Nowy Sącz (Festiwal Filmowy "Nowe Kino - Nowy Sącz") - Nagroda za zdjęcia - Krzysztof Kujawski i Małgorzata Popinigis
- 2017: Korynt (Bridges International Film Festival) - Nagroda za najlepszy film krótkometrażowy
- 2017: Los Angeles (Actors Awards) - Nagroda dla najlepszego aktora drugoplanowego (przyznana na czerwcowej edycji festiwalu) - Mateusz Broda
- 2017: Los Angeles (Actors Awards) - Nagroda dla najlepszego aktora w dramacie (przyznana na czerwcowej edycji festiwalu) - Marian Dziędziel
- 2017 - San Diego (Accolade Global Film Competition) - Nagroda dla najlepszego studenckiego filmu krótkometrażowego (przyznana na listopadowej edycji festiwalu)
- 2017: Los Angeles (Global Shorts) - Nagroda za najlepszą muzykę (przyznana we wrześniowej edycji konkursu) - Yuri Sazonoff
- 2017: Los Angeles (Global Shorts) - Award of Excellence (przyznana we wrześniowej edycji konkursu)
- 2017: Nowy Jork (American Filmatic Arts Awards) - Nagroda Jury dla zagranicznego filmu krótkometrażowego
- 2017: Los Angeles (Hollywood International Moving Pictures Film Festival) - Nagroda dla producenta (w majowej edycji festiwalu) - Maciej Barczewski
- 2018: Houston (WorldFest Independent Film Festival) - Nagroda Specjalna Jury
- 2018: Praga (Prague Film Awards) - Nagroda dla najlepszego producenta
- 2018: Londyn (London Cinematic Film Festival) - Nagroda za najlepszą muzykę oryginalną - Yuri Sazonoff
- 2018: Top Shorts (Online Film Festival) - Nagroda dla najlepszego dramatu roku
- 2018: Top Shorts (Online Film Festival) - Nagroda Publiczności dla najlepszego dramatu
- 2018: Top Shorts (Online Film Festival) - Nagroda Publiczności dla najlepszego aktora drugoplanowego